# Hugo Samuel von Richthofen

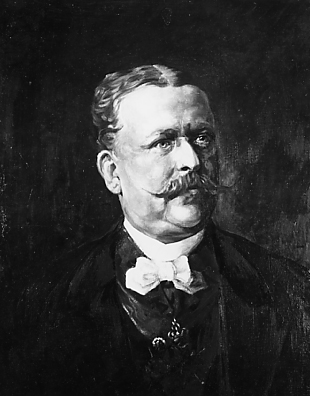
Hugo Samuel Freiherr von Richthofen

Hugo Samuel Freiherr von Richthofen (* 16. August 1842 in Neiße, Oberschlesien; † 10. April 1904 in Florenz) war ein deutscher Verwaltungsjurist in Preußen. Zuletzt war er Oberpräsident der Provinz Ostpreußen.

## Leben
Hugo Samuel entstammte der Hertwigswaldauer Linie der Richthofen (Adelsgeschlecht). Er war der Sohn des preußischen Generalmajors Eugen von Richthofen und dessen Ehefrau Eva geb. von Teichman und Logischen (1821–1892). Seine Schwester Eveline Luise (1849–1894) heiratete 1881 den Generalleutnant Emil von Pfuhl.
Richthofen besuchte die Ritterakademie (Liegnitz). Nach dem Abitur trat er 1860 in das Regiment der Gardes du Corps der Preußischen Armee ein und avancierte im August 1861 zum Sekondeleutnant. Im April 1863 schied er auf eigenen Antrag aus. Er studierte Rechts- und Staatswissenschaft an der Rheinischen Friedrich-Wilhelms-Universität Bonn. Im Januar 1866 wurde er Gerichtsreferendar bei der Finanzdirektion des Herzogtums Nassau in Wiesbaden. Ein Jahr später wechselte er in die innere Verwaltung des Königreichs Preußen. Vom 29. April 1868 bis zum 1. November 1869 zur Wiederaufnahme des Studiums beurlaubt, kam er am 14. März 1870 als Regierungsreferendar zur Regierung in Wiesbaden und zur Zivilverwaltung des Reichslandes Elsaß-Lothringen. Von der Präfektur in Bar-le-Duc ging er nach Koblenz. Seit Juni 1874 Regierungsassessor, wurde er im Oktober 1874 zur Landdrostei Aurich beordert. Danach wurde er Landrat des Kreises Ottweiler (1876) und des Kreises Saarbrücken (1883). Ab Mai 1885 war er Fürstlich Lippischer Kabinettsminister in Detmold. Er kehrte im Juli 1889 in den preußischen Staatsdienst zurück und diente als Oberregierungsrat in Potsdam. Am 27. Mai 1894 wurde er zum Regierungspräsidenten im Regierungsbezirk Köln ernannt. Die Krönung der Beamtenlaufbahn war die Ernennung zum Oberpräsidenten der Provinz Ostpreußen am 6. Juli 1901. Auf eigenen Antrag wurde er am 1. November 1903 in den Ruhestand versetzt. Als er mit 62 Jahren gestorben war, wurde er im heimatlichen Breslau beerdigt.